# Liga Panameña de Fútbol Clausura 2017
La Liga Panameña de Fútbol Clausura 2017, oficialmente por motivo de patrocinio Liga Cable Onda Clausura 2017 fue la XLVI edición del torneo de la Liga Panameña de Fútbol siendo la finalización de la temporada 2016-17. El Campeón del torneo clasificará a la Concacaf Liga Campeones 2017-18

## Equipos participantes
Como en temporadas precedentes, consta de un grupo único integrado por 10 clubes de toda la geografía Panameña. Siguiendo un sistema de liga, los 10 equipos se enfrentaran todos contra todos en dos ocasiones —una en campo propio y otra en campo contrario— sumando un total de 18 jornadas. El orden de los encuentros se decidirá por sorteo antes de empezar la competición.
EQUIPOS POR PROVINCIAS:
CIUDAD DE PANAMÁ:

 ALIANZA FC
 S.D. ATLÉTICO NACIONAL
 CD PLAZA AMADOR

 CHORRILLO FC

 TAURO FC
 SPORTING SM
COLÓN:

 DEP. ÁRABE UNIDO
PANAMÁ OESTE:

 SAN FRANCISCO FC

 SANTA GEMA FC
VERAGUAS: 

 S.D. ATLÉTICO VERAGÜENSE

## Fase final
Los 4 primeros clubes calificados para esta Fase del torneo serán re-ubicados de acuerdo con el lugar que ocupen en al término de la jornada 18, con el puesto del número # 1 al Club mejor clasificado, y así hasta el número # 4. Los partidos a esta Fase se desarrollarán a visita, en las siguientes etapas:
- Semifinal
- Final

Los Clubes vencedores en los partidos de Semifinal serán aquellos que en los dos juegos anote el mayor número de goles. De existir empate en el número de goles anotados, la posición se definirá a favor del Club con mayor cantidad de goles a favor cuando actué como visitante; si una vez aplicado el criterio anterior los Clubes siguieran empatados, se definirá por la tanda del punto penal.
El Club vencedor de la Final y por lo tanto Campeón, será aquel que en el partido anote el mayor número de goles. Si al término del tiempo reglamentario el partido está empatado, se agregarán dos tiempos extras de 15 minutos cada uno. De persistir el empate en estos periodos, se procederá a lanzar tiros penales hasta que resulte un vencedor.
| Alianza FC                                                         | Panamá               | Mario Anthony Torres | Luis E. Cascarita Tapia    | Keuka   | 1 000  |
| CD Árabe Unido                                                     | Colón                | Sergio Guzmán        | Armando Dely Valdés        | Kelme   | 1, 121 |
| CD Plaza Amador                                                    | Panamá               | Jair Palacios Mulato | Maracaná                   | X Red   | 5,500  |
| SD Atlético Veragüense                                             | Santiago de Veraguas | Andrés Domínguez     | Aristocles "Toco" Castillo | Kelme   | 3,000  |
| Chorrillo FC                                                       | Panamá               | Óscar Upegui         | Maracaná de Panamá         | Adidas  | 5,500  |
| Santa Gema FC                                                      | Arraiján             | Leopoldo Lee         | Agustín Muquita Sánchez    | Kelme   | 2 500  |
| San Francisco FC                                                   | La Chorrera          | Mike Stump           | Agustín Muquita Sánchez    | Lotto   | 3,000  |
| SD Atlético Nacional                                               | Panamá               | Daniel Valencia      | Maracaná de Panamá         | Adidas  | 5,500  |
| Sporting San Miguelito                                             | San Miguelito        | Javier Miller        | Luis E. Cascarita Tapia    | Umbro   | 1 000  |
| Archivo:600px 600px pentasection vertical Black White.svg Tauro FC | Panamá               | Rolando "Ñato" Palma | Rommel Fernández Gutiérrez | Patrick | 32 000 |
| Datos actualizados a diciembre de 2016                             |                      |                      |                            |         |        |

## Jornadas

### Partidos Ida
| Fecha 1                   | Fecha 1   | Fecha 1              | Fecha 1     | Fecha 1                         | Fecha 1 |
| Local                     | Resultado | Visitante            | Fecha       | Estadio                         | Hora    |
| ------------------------- | --------- | -------------------- | ----------- | ------------------------------- | ------- |
| Chorrillo FC              | 1 - 1     | CD Plaza Amador      | 14 de enero | Estadio Maracaná (Panamá)       | 18:00   |
| SD Atlético Veragüense    | 1 - 0     | Alianza FC           | 14 de enero | Estadio Aristocles Castillo     | 20:00   |
| Santa Gema FC             | 3 - 1     | SD Atlético Nacional | 15 de enero | Estadio Agustín Muquita Sánchez | 17:00   |
| Sporting San Miguelito FC | 0 - 3     | Tauro FC             | 14 de enero | Estadio Luis E. Cascarita Tapia | 20:00   |
| Deportivo Árabe Unido     | 2 - 1     | San Francisco FC     | 15 de enero | Estadio Armando Dely Valdes     | 17:00   |

| San Francisco FC          | 0 - 0 | Santa Gema FC         | 20 de enero | Agustín Muquita Sánchez     | 21:00 |
| SD Atlético Nacional      | 0 - 1 | Chorrillo FC          | 21 de enero | Maracaná (Panamá)           | 21:00 |
| CD Plaza Amador           | 1 - 1 | Tauro FC              | 21 de enero | Maracaná (Panamá)           | 21:00 |
| Sporting San Miguelito FC | 0 - 0 | Alianza FC            | 21 de enero | Luis E. Cascarita Tapia     | 21:00 |
| SD Atlético Veragüense    | 1 - 0 | Deportivo Árabe Unido | 23 de enero | Estadio Aristocles Castillo | 17:00 |

| Deportivo Árabe Unido | 1 - 1 | Sporting San Miguelito FC | 27 de enero | Estadio Armando Dely Valdes | 21:00 |
| San Francisco FC      | 1 - 1 | SD Atlético Veragüense    | 27 de enero | Agustín Muquita Sánchez     | 21:00 |
| Alianza FC            | 1 - 1 | CD Plaza Amador           | 28 de enero | Luis E. Cascarita Tapia     | 21:00 |
| Santa Gema FC         | 2 - 1 | Chorrillo FC              | 28 de enero | Agustín Muquita Sánchez     | 21:00 |
| Tauro FC              | 2 - 1 | SD Atlético Nacional      | 28 de enero | Rommel Fernández Gutiérrez  | 21:00 |

| CD Plaza Amador        | 2 - 1 | CD Árabe Unido   | 3 de febrero | Maracaná (Panamá)               | 21:00 |
| Sporting San Miguelito | 5 - 1 | San Francisco FC | 3 de febrero | Estadio Luis E. Cascarita Tapia | 21:00 |
| Chorrillo FC           | 1 - 3 | Tauro FC         | 4 de febrero | Maracaná (Panamá)               | 18:00 |
| SD Atlético Veraguense | 2 - 1 | Santa Gema FC    | 4 de febrero | Estadio Aristocles Castillo     | 18:00 |
| SD Atlético Nacional   | 2 - 0 | Alianza FC       | 5 de febrero | Maracaná (Panamá)               | 17:00 |

| San Francisco FC       | 0 - 2 | CD Plaza Amador        | 7 de febrero | Agustín Muquita Sánchez     | 20:00 |
| CD Árabe Unido         | 4 - 0 | SD Atlético Nacional   | 8 de febrero | Estadio Armando Dely Valdes | 20:00 |
| SD Atlético Veraguense | 1 - 3 | Sporting San Miguelito | 8 de febrero | Estadio Aristocles Castillo | 20:00 |
| Alianza FC             | 1 - 0 | Chorrillo FC           | 8 de febrero | Luis E. Cascarita Tapia     | 20:00 |
| Santa Gema FC          | 1 - 2 | Tauro FC               | 9 de febrero | Agustín Muquita Sánchez     | 20:00 |

| Chorrillo FC           | 1 - 0 | CD Árabe Unido         | 11 de febrero | Maracaná (Panamá)                 | 18:00 |
| SD Atlético Nacional   | 0 - 1 | San Francisco FC       | 11 de febrero | Estadio Luis E. "Cascarita" Tapia | 18:00 |
| CD Plaza Amador        | 0 - 0 | SD Atlético Veraguense | 12 de febrero | Maracaná (Panamá)                 | 17:00 |
| Tauro FC               | 1 - 1 | Alianza FC             | 12 de febrero | Estadio Rommel Fernández          | 17:00 |
| Sporting San Miguelito | 1 - 0 | Santa Gema             | 12 de febrero | Estadio Luis E. "Cascarita" Tapia | 17:00 |

| San Francisco FC       | 0 - 0 | Chorrillo FC         | 17 de febrero | Estadio Agustín Muquita Sánchez   | 21:00 |
| CD Árabe Unido         | 3 - 5 | Tauro FC             | 17 de febrero | Estadio Armando Dely Valdes       | 21:00 |
| Sporting San Miguelito | 1 - 2 | CD Plaza Amador      | 18 de febrero | Estadio Luis E. "Cascarita" Tapia | 18:00 |
| Santa Gema             | 2 - 2 | Alianza FC           | 18 de febrero | Estadio Agustín Muquita Sánchez   | 18:00 |
| SD Atlético Veraguense | 3 - 0 | SD Atlético Nacional | 19 de febrero | Estadio Aristocles Castillo       | 18:00 |

| SD Atlético Nacional | 1 - 1 | Sporting San Miguelito | 3 de marzo | Maracaná Panamá                   | 21:00 |
| Chorrillo FC         | 1 - 1 | Atlético Veraguense    | 4 de marzo | Maracaná Panamá                   | 18:00 |
| Tauro FC             | 1 - 1 | San Francisco FC       | 4 de marzo | Estadio Rommel Fernández          | 18:00 |
| Alianza FC           | 1 - 2 | CD Árabe Unido         | 4 de marzo | Estadio Luis E. "Cascarita" Tapia | 18:00 |
| CD Plaza Amador      | 2 - 0 | Santa Gema             | 5 de marzo | Maracaná Panamá                   | 17:00 |

| San Francisco FC       | 2 - 1 | Alianza FC           | 10 de marzo | Estadio Agustín Muquita Sánchez   | 21:00 |
| CD Árabe Unido         | 2 - 1 | Santa Gema           | 10 de marzo | Estadio Armando Dely Valdes       | 21:00 |
| Sporting San Miguelito | 0 - 0 | Chorrillo FC         | 11 de marzo | Estadio Luis E. "Cascarita" Tapia | 18:00 |
| CD Plaza Amador        | 1 - 0 | SD Atlético Nacional | 11 de marzo | Maracaná Panamá                   | 18:00 |
| Atlético Veraguense    | 1 - 1 | Tauro FC             | 12 de marzo | Estadio Aristocles Castillo       | 18:00 |

### Partidos Vuelta
| San Francisco FC     | 2 - 2 | CD Árabe Unido         | 14 de marzo | Estadio Agustín Muquita Sánchez    | 20:00 |
| SD Atlético Nacional | 0 - 0 | Santa Gema             | 14 de marzo | Maracaná Panamá                    | 20:00 |
| CD Plaza Amador      | 1 - 2 | Chorrillo FC           | 15 de marzo | Maracaná Panamá                    | 20:00 |
| Tauro FC             | 1 - 1 | Sporting San Miguelito | 15 de marzo | Estadio Rommel Fernández Gutiérrez | 20:00 |
| Alianza FC           | 0 - 2 | Atlético Veraguense    | 15 de marzo | Estadio Luis E. "Cascarita" Tapia  | 20:00 |

| Santa Gema FC  | 1 - 0 | San Francisco FC       | 17 de marzo | Estadio Agustín Muquita Sánchez    | 21:00 |
| Chorrillo FC   | 2 - 2 | SD Atlético Nacional   | 18 de marzo | Maracaná Panamá                    | 18:00 |
| Tauro FC       | 0 - 1 | CD Plaza Amador        | 18 de marzo | Estadio Rommel Fernández Gutiérrez | 19:00 |
| Alianza FC     | 1 - 0 | Sporting San Miguelito | 19 de marzo | Estadio Luis E. "Cascarita" Tapia  | 17:00 |
| CD Árabe Unido | 0 - 1 | Atlético Veraguense    | 19 de marzo | Estadio Armando Dely Valdes        | 17:00 |

| SD Atlético Nacional   | 0 - 1 | Tauro FC         | 24 de marzo | Maracaná Panamá                   | 21:00 |
| Chorrillo FC           | 1 - 1 | Santa Gema FC    | 25 de marzo | Maracaná Panamá                   | 18:00 |
| Sporting San Miguelito | 1 - 1 | CD Árabe Unido   | 25 de marzo | Estadio Luis E. "Cascarita" Tapia | 18:00 |
| Atlético Veragüense    | 0 - 2 | San Francisco FC | 25 de marzo | Estadio Los Milagros              | 20:00 |
| CD Plaza Amador        | 2 - 1 | Alianza FC       | 26 de marzo | Maracaná Panamá                   | 17:00 |

| CD Árabe Unido   | 0 - 1 | CD Plaza Amador        | 31 de marzo | Estadio Armando Dely Valdes       | 21:00 |
| San Francisco FC | 2 - 0 | Sporting San Miguelito | 31 de marzo | Estadio Agustín Muquita Sánchez   | 21:00 |
| Santa Gema       | 0 - 0 | Atlético Veraguense    | 1 de abril  | Estadio Agustín Muquita Sánchez   | 21:00 |
| Alianza FC       | 0 - 1 | SD Atlético Nacional   | 1 de abril  | Estadio Luis E. "Cascarita" Tapia | 18:00 |
| Tauro FC         | 0 - 1 | Chorrillo FC           | 1 de abril  | Estadio Rommel Fernández          | 19:00 |

| Sporting San Miguelito | 1 - 1 | Atlético Veraguense | 7 de abril | Estadio Luis E. "Cascarita" Tapia | 21:00 |
| Chorrillo FC           | 1 - 3 | Alianza FC          | 8 de abril | Maracaná Panamá                   | 18:00 |
| Tauro FC               | 0 - 0 | Santa Gema          | 8 de abril | Estadio Rommel Fernández          | 18:00 |
| CD Plaza Amador        | 3 - 1 | San Francisco FC    | 8 de abril | Estadio Los Milagros              | 19:30 |
| SD Atlético Nacional   | 0 - 2 | CD Árabe Unido      | 9 de abril | Maracaná Panamá                   | 17:00 |

| Santa Gema FC       | 2 - 1 | Sporting San Miguelito | 11 de abril | Estadio Agustín Muquita Sánchez   | 20:00 |
| Atlético Veragüense | 0 - 1 | CD Plaza Amador        | 12 de abril | Estadio Los Milagros              | 20:00 |
| San Francisco FC    | 3 - 2 | SD Atlético Nacional   | 12 de abril | Estadio Agustín Muquita Sánchez   | 20:00 |
| Alianza FC          | 1 - 0 | Tauro FC               | 12 de abril | Estadio Luis E. "Cascarita" Tapia | 20:00 |
| CD Árabe Unido      | 3 - 2 | Chorrillo FC           | 12 de abril | Estadio Armando Dely Valdes       | 20:00 |

| Tauro FC             | 0 - 0 | CD Árabe Unido         | 21 de abril | Estadio Óscar Suman Carrillo    | 20:00 |
| SD Atlético Nacional | 0 - 6 | Atlético Veragüense    | 21 de abril | Estadio Agustín Muquita Sánchez | 20:00 |
| Chorrillo FC         | 1 - 2 | San Francisco FC       | 22 de abril | Estadio Óscar Suman Carrillo    | 18:00 |
| Alianza FC           | 1 - 0 | Santa Gema FC          | 23 de abril | Estadio Agustín Muquita Sánchez | 19:30 |
| CD Plaza Amador      | 1 - 2 | Sporting San Miguelito | 23 de abril | Estadio Óscar Suman Carrillo    | 19:30 |

| Sporting San Miguelito | 2 - 3 | SD Atlético Nacional | 29 de abril | Estadio Luis E. "Cascarita" Tapia | 18:00 |
| San Francisco FC       | 1 - 2 | Tauro FC             | 29 de abril | Estadio Agustín Muquita Sánchez   | 18:00 |
| Santa Gema FC          | 0 - 1 | CD Plaza Amador      | 29 de abril | Estadio Rommel Fernández          | 18:00 |
| CD Árabe Unido         | 1 - 0 | Alianza FC           | 29 de abril | Estadio Armando Dely Valdes       | 18:00 |
| Atlético Veragüense    | 1 - 1 | Chorrillo FC         | 30 de abril | Estadio Los Milagros              | 16:00 |

| SD Atlético Nacional | 0 - 4 | CD Plaza Amador        | 6 de mayo | Estadio Óscar Suman Carrillo      | 20:00 |
| Alianza FC           | 1 - 2 | San Francisco FC       | 6 de mayo | Estadio Luis E. "Cascarita" Tapia | 20:00 |
| Chorrillo FC         | 1 - 0 | Sporting San Miguelito | 6 de mayo | Estadio Maracaná                  | 20:00 |
| Tauro FC             | 2 - 0 | Atlético Veragüense    | 6 de mayo | Estadio Rommel Fernández          | 20:00 |
| Santa Gema FC        | 0 - 1 | CD Árabe Unido         | 6 de mayo | Estadio Agustín Muquita Sánchez   | 20:00 |

## Clásicos Nacionales
El Super Clásico Nacional - Tauro FC vs CD Plaza Amador
| 21 de enero de 2017 | CD Plaza Amador       | 1:1 | Tauro FC      | Maracaná Panamá, El Chorrillo, Panamá |  |
|                     | Richard Rodríguez 25' |     | José Muñoz 6' |                                       |  |

| 18 de marzo de 2017 | Tauro FC | 0:1 (0:0) | CD Plaza Amador  | Rommel Fernández Gutiérrez, Panamá |  |
|                     |          |           | Algish Dixon 77' |                                    |  |

El Derbi del Pueblo - CD Plaza Amador vs Chorrillo FC
| 14 de enero de 2017 | Chorrillo FC       | 1:1 | CD Plaza Amador        | Maracaná Panamá, El Chorrillo, Panamá |  |
|                     | Luis Jaramillo 38' |     | Richard Barsallo 45+2' |                                       |  |

| 15 de marzo de 2017 | CD Plaza Amador    | 1:2 (1:1) | Chorrillo FC                         | Maracaná Panamá, El Chorrillo |  |
|                     | Marlon Ávila 45+2' |           | Luis Jaramillo 20' Edgar Benítez 82' |                               |  |

Clásico de la Rivalidad - CD Árabe Unido vs San Francisco FC
| 15 de enero de 2017 | CD Árabe Unido                      | 2:1 (1:0) | San Francisco FC | Armando Dely Valdés, Colón |  |
|                     | Abdiel Macea 25' Fidel Caesar 90+1' |           | Yairo Yau 71'    |                            |  |

| 14 de marzo de 2017 | San Francisco FC                       | 2:2 (2:1) | CD Árabe Unido                       | Agustín Muquita Sánchez, La Chorrera |  |
|                     | Víctor Reyes 7' Isidoro Hinestrosa 29' |           | José González 45+3' Carlos Small 58' |                                      |  |

Derbi del Oeste - San Francisco FC - Santa Gema FC
| 20 de enero de 2017 | San Francisco FC | 0:0 | Santa Gema FC | Agustín Muquita Sánchez, La Chorrera |  |

| 17 de marzo de 2017 | Santa Gema FC  | 1:0 (0:0) | San Francisco FC | Agustín Muquita Sánchez, La Chorrera |  |
|                     | José Gómez 48' |           |                  |                                      |  |

## Clasificación

### Clasificación Clausura 2017
|     | Equipos                                                            |  | PJ | G  | E | P  | GF | GC | Dif. | Pts. |
| --- | ------------------------------------------------------------------ |  | -- | -- | - | -- | -- | -- | ---- | ---- |
| 1.  | CD Plaza Amador                                                    |  | 18 | 12 | 4 | 2  | 26 | 10 | +16  | 40   |
| 2.  | Archivo:600px 600px pentasection vertical Black White.svg Tauro FC |  | 18 | 8  | 7 | 3  | 25 | 16 | +9   | 31   |
| 3.  | SD Atlético Veragüense                                             |  | 18 | 7  | 7 | 4  | 23 | 14 | +9   | 28   |
| 4.  | Deportivo Árabe Unido                                              |  | 18 | 8  | 4 | 6  | 25 | 20 | +5   | 28   |
| 5.  | San Francisco FC                                                   |  | 18 | 6  | 5 | 7  | 22 | 24 | -2   | 26   |
| 6.  | Chorrillo FC                                                       |  | 18 | 6  | 6 | 6  | 19 | 21 | -2   | 24   |
| 7.  | Alianza FC                                                         |  | 18 | 5  | 4 | 9  | 14 | 19 | -5   | 19   |
| 8.  | Sporting San Miguelito                                             |  | 18 | 4  | 6 | 8  | 20 | 23 | -3   | 18   |
| 9.  | Santa Gema FC                                                      |  | 18 | 4  | 6 | 8  | 14 | 18 | -4   | 18   |
| 10. | SD Atlético Nacional                                               |  | 18 | 3  | 3 | 12 | 13 | 36 | -23  | 12   |

| Simbología |
| --- |
| Pos – Posición; PJ – Partidos Jugados; PG - Partidos Ganados; PE - Partidos Empatados; PP - Partidos Perdidos; GF – Goles a Favor; GC – Goles en Contra; DIF – Diferencia de Goles; PTS - Puntos. |

|  | Líder de la ronda regular y clasificado a las semifinales. |
|  | Clasifican a las semifinales (2º a 4º Lugar).              |
|  | Eliminados de las semifinales.                             |
|  | Último lugar.                                              |

### Resumen de resultados
| Local\Visitante                                                    | ALZ   | ATN   | ATV   | DAU   | CHO   | PLA   | SFR   | STG   | SSM   | Archivo:600px 600px pentasection vertical Black White.svg TAU |
| Alianza FC                                                         |       | 0 - 1 | 0 - 2 | 1 - 2 | 1 - 0 | 1 - 1 | 1 - 2 | 1 - 0 | 1 - 0 | 1 - 0                                                         |
| SD Atlético Nacional                                               | 2 - 0 |       | 0 - 6 | 0 - 2 | 0 - 1 | 0 - 4 | 0 - 1 | 0 - 0 | 1 - 1 | 0 - 1                                                         |
| Atlético Veragüense                                                | 1 - 0 | 3 - 0 |       | 1 - 0 | 1 - 1 | 0 - 1 | 0 - 2 | 2 - 1 | 1 - 3 | 1 - 1                                                         |
| Árabe Unido                                                        | 1 - 0 | 4 - 0 | 0 - 1 |       | 3 - 2 | 0 - 1 | 2 - 1 | 2 - 1 | 1 - 1 | 3 - 5                                                         |
| Chorrillo FC                                                       | 1 - 3 | 2 - 2 | 1 - 1 | 1 - 0 |       | 1 - 1 | 1 - 2 | 1 - 1 | 1 - 0 | 1 - 3                                                         |
| CD Plaza Amador                                                    | 2 - 1 | 1 - 0 | 0 - 0 | 2 - 1 | 1 - 2 |       | 3 - 1 | 2 - 0 | 1 - 2 | 1 - 1                                                         |
| San Francisco FC                                                   | 2 - 1 | 3 - 2 | 1 - 1 | 2 - 2 | 0 - 0 | 0 - 2 |       | 0 - 0 | 2 - 0 | 1 - 2                                                         |
| Santa Gema FC                                                      | 2 - 2 | 3 - 1 | 0 - 0 | 0 - 1 | 2 - 1 | 0 - 1 | 1 - 0 |       | 2 - 1 | 1 - 2                                                         |
| Sporting SM                                                        | 0 - 0 | 2 - 3 | 1 - 1 | 1 - 1 | 0 - 0 | 1 - 2 | 5 - 1 | 1 - 0 |       | 0 - 3                                                         |
| Archivo:600px 600px pentasection vertical Black White.svg Tauro FC | 1 - 1 | 2 - 1 | 2 - 0 | 0 - 0 | 0 - 1 | 0 - 1 | 1 - 1 | 0 - 0 | 1 - 1 |                                                               |

|  | Victoria del conjunto local     |
|  | Empate                          |
|  | Victoria del conjunto visitante |

## Tabla General 2016-2017
|     | Equipos                                                            |  | PJ | G  | E  | P  | GF | GC | Dif. | Pts. |
| --- | ------------------------------------------------------------------ |  | -- | -- | -- | -- | -- | -- | ---- | ---- |
| 1.  | CD Plaza Amador                                                    |  | 36 | 21 | 13 | 2  | 47 | 19 | +28  | 76   |
| 2.  | Archivo:600px 600px pentasection vertical Black White.svg Tauro FC |  | 36 | 19 | 12 | 5  | 55 | 24 | +31  | 69   |
| 3.  | Deportivo Árabe Unido                                              |  | 36 | 16 | 9  | 11 | 51 | 37 | +14  | 57   |
| 4.  | Chorrillo FC                                                       |  | 36 | 15 | 10 | 11 | 38 | 35 | +3   | 55   |
| 5.  | San Francisco FC                                                   |  | 36 | 14 | 9  | 13 | 37 | 41 | -4   | 51   |
| 6.  | Santa Gema FC                                                      |  | 36 | 10 | 13 | 13 | 30 | 31 | -1   | 43   |
| 7.  | SD Atlético Veragüense                                             |  | 36 | 10 | 12 | 14 | 29 | 37 | -8   | 42   |
| 8.  | Alianza FC                                                         |  | 36 | 12 | 5  | 19 | 32 | 44 | -12  | 41   |
| 9.  | Sporting San Miguelito                                             |  | 36 | 7  | 12 | 17 | 32 | 45 | -13  | 33   |
| 10. | SD Atlético Nacional                                               |  | 36 | 5  | 7  | 23 | 24 | 61 | -38  | 22   |

| Simbología |
| --- |
| Pos – Posición; PJ – Partidos Jugados; PG - Partidos Ganados; PE - Partidos Empatados; PP - Partidos Perdidos; GF – Goles a Favor; GC – Goles en Contra; DIF – Diferencia de Goles; PTS - Puntos. |

|  | Clasificado a la Segunda Ronda de la Liga de Campeones de la Concacaf 2017-18.  |
|  | Clasificados a la Primera Ronda de la Liga de Campeones de la Concacaf 2017-18. |
|  | Descendido a la Segunda División 2017-18.                                       |

## Fase final
|  | Semifinales                                                        | Semifinales                | Semifinales                                                        |   |             | Final              | Final              |  |
|  | 12/14 - 20 de mayo de 2017                                         | 12/14 - 20 de mayo de 2017 | 12/14 - 20 de mayo de 2017                                         |   |             | 27 de mayo de 2017 | 27 de mayo de 2017 |  |
|  |                                                                    |                            |                                                                    |   |             |                    |                    |  |
|  |                                                                    |                            |                                                                    |   |             |                    |                    |  |
|  | CD Plaza Amador                                                    | 1                          | 0                                                                  |   |             |                    |                    |  |
|  | CD Plaza Amador                                                    | 1                          | 0                                                                  |   |             |                    |                    |  |
|  | Deportivo Árabe Unido                                              | 1                          | 1                                                                  |   |             |                    |                    |  |
|  | Deportivo Árabe Unido                                              | 1                          | 1                                                                  |   | Árabe Unido | 0                  |                    |  |
|  |                                                                    |                            |                                                                    |   | Árabe Unido | 0                  |                    |  |
|  |                                                                    |                            | Archivo:600px 600px pentasection vertical Black White.svg Tauro FC | 1 |             |                    |                    |  |
|  | Archivo:600px 600px pentasection vertical Black White.svg Tauro FC | 1                          | Archivo:600px 600px pentasection vertical Black White.svg Tauro FC | 1 | 2           |                    |                    |  |
|  | Archivo:600px 600px pentasection vertical Black White.svg Tauro FC | 1                          |                                                                    |   | 2           |                    |                    |  |
|  | SD Atlético Veragüense                                             | 1                          | 1                                                                  |   |             |                    |                    |  |
|  | SD Atlético Veragüense                                             | 1                          | 1                                                                  |   |             |                    |                    |  |
|  |                                                                    |                            |                                                                    |   |             |                    |                    |  |

- Campeón clasifica a la Concacaf Liga Campeones 2017-18

### CD Plaza Amador - CD Árabe Unido
| Ida; 12 de mayo de 2017 | CD Árabe Unido | 1:1 | CD Plaza Amador | Estadio Armando Dely Valdés, Colón |  |

| Vuelta; 20 de mayo de 2017 | CD Plaza Amador | 0:1 | CD Árabe Unido | Estadio Maracaná, Panamá |  |
| Ganador 1                  |                 |     |                |                          |  |

### Tauro FC - SD Atlético Veragüense
| Ida; 14 de mayo de 2017 | Atlético Veragüense | 1:1 | Archivo:600px 600px pentasection vertical Black White.svg Tauro FC | Estadio Omar Torrijos, Santiago |  |

| Vuelta; 20 de mayo de 2017 | Archivo:600px 600px pentasection vertical Black White.svg Tauro FC | 2:1 | Atlético Veragüense | Estadio Rommel Fernández, Panamá |  |
| Ganador 1                  |                                                                    |     |                     |                                  |  |

## Tauro FC - Árabe Unido
| Final; 27 de mayo de 2017 | Archivo:600px 600px pentasection vertical Black White.svg Tauro FC | 1:0 | Árabe Unido | Estadio Rommel Fernández, Panamá |  |
| Ganador 1                 |                                                                    |     |             |                                  |  |

|                                                             |
| Archivo:600px 600px pentasection vertical Black White.svg · |
| Tauro FC 13 Título                                          |

## Clasificados a laConcacaf Liga Campeones 2017-18
El campeón de la LPF Apertura, como el campeón de la LPF Clausura, estarán disputando la primera fase del torneo, y el equipo que culmine en el primer lugar de la tabla acumulada, estará en la segunda fase del torneo.
| Clasificado                                                        | Posición                                 | Torneo Internacional          |
| ------------------------------------------------------------------ | ---------------------------------------- | ----------------------------- |
| CD Plaza Amador                                                    | Mejor Posición Tabla General 2016-17     | Liga CONCACAF                 |
| Árabe Unido                                                        | Campeón Torneo Apertura 2016             | Liga CONCACAF                 |
| Archivo:600px 600px pentasection vertical Black White.svg Tauro FC | Campeón Torneo Clausura 2017             | Liga de Campeones de CONCACAF |
| Chorrillo FC                                                       | Cuarto Mejor en la Tabla General 2016-17 | Liga CONCACAF                 |

## Goleadores
| Jorlian Sánchez                           | Sporting San Miguelito | 5 | 9  | 1.07 |
| César Medina                              | Alianza FC             | 4 | 4  | 0.78 |
| Hecgar Murrillo                           | Sporting San Miguelito | 4 | 4  | 0.78 |
| José Muñoz                                | Tauro FC               | 4 | -  | 0.61 |
| Humberto Ward                             | Atlético Veragüense    | 3 | -  | 0.59 |
| Ronaldo Córdoba                           | Tauro FC               | 3 | -  | 0.5  |
| Cristian Zuñiga                           | San Francisco FC       | 3 | -  | 0.5  |
| Josiel Núñez                              | CD Plaza Amador        | 3 | -  | 0.5  |
| Alfredo Stephens                          | Chorrillo FC           | 3 | 9  | 0.5  |
| Jair Catuy                                | Santa Gema FC          | 3 | 11 | 0.5  |
| Carlos Cierra                             | Tauro FC               | 3 | -  | 0.5  |
| Última actualización: 21 de marzo de 2017 |                        |   |    |      |

| Jugador      | Equipo      | Autogoles |
| ------------ | ----------- | --------- |
| Fidel Caesar | Árabe Unido |           |